# Steve Mix
Steven „The Mayor” Charles Mix (ur. 30 grudnia 1947 w Toledo) – amerykański koszykarz, występujący na pozycji skrzydłowego, uczestnik meczu gwiazd NBA, analityk i trener koszykarski.
Po zakończeniu kariery sportowej komentował przez wiele lat spotkania swojego byłego klubu Philadelphia 76ers w telewizji. W 2011 roku rozpoczął pracę analityka koszykarskiego dla regionalnej stacji sportowej – SportsTime Ohio. W latach 2012–2014 pracował jako trener żeńskiej reprezentacji uniwersytetu Trine w Angoli, (Indiana).

## Osiągnięcia
NCAA
- Uczestnik turnieju NCAA (1967)
- Mistrz sezonu regularnego konferencji Mid-American (MAC – 1967)[2]
- Zawodnik Roku Konferencji Mid-American (1969)[2]
- Zaliczony do[2]:
  - składu All-American (1969 przez Converse i Helms)
  - I składu MAC (1967–1969)

NBA
- wicemistrz NBA (1977, 1980, 1982, 1983)[3]
- Uczestnik meczu gwiazd NBA (1975)[4]
- Lider play-off w średniej przechwytów (1976)[5]